# Копылов, Виктор Андреевич
Ви́ктор Андре́евич Копы́лов (7 ноября 1940, деревня Завитая, Амурская обл. — 16 февраля 2015, Новосибирск, Российская Федерация) — советский и российский военачальник, генерал-полковник. Командующим войсками Сибирского военного округа (1991—1997).

## Биография
В 1962 г. окончил Харьковское гвардейское танковое училище, в 1970 г. — Военную академию бронетанковых войск имени Маршала Советского Союза Р. Я. Малиновского, в 1979 г. — Военную академию Генерального штаба Вооружённых Сил СССР имени К. Е. Ворошилова.
Проходил военную службу:
- 1962—1967 гг. — командир взвода, роты в Группе Советских войск в Германии,
- 1970—1977 гг. — командир батальона, начальник штаба и командир танкового полка, заместитель командира танковой дивизии,
- 1979—1983 гг. — командир 20-й танковой Звенигородской Краснознамённой дивизии в Северной группе войск,
- 1983—1985 гг. — начальник штаба 5-й гвардейской танковой армии в Белорусском военном округе,
- 1985—1988 гг. — командующий 5-й общевойсковой армией в Дальневосточном военном округе,
- октябрь 1988 г. — первый заместитель командующего войсками Среднеазиатского военного округа Александра Ковтунова,
- 1988—1991 гг. — руководитель аппарата советских военных советников в Сирийской Арабской Республике,
- 1991—1997 гг. — командующий войсками Сибирского военного округа.

Генерал-майор (30 октября 1981), генерал-лейтенант (7 мая 1987), генерал-полковник (24 октября 1991).
Награждён орденами «За службу Родине в Вооружённых Силах СССР» II и III степени, «За военные заслуги», сирийским орденом «За гражданские заслуги». Написал книгу «Сибирский военный округ. Первые страницы истории. 1865—1917 гг.» (1995).
Похоронен на Заельцовском кладбище Новосибирска.